# Neuquén (prowincja)
Neuquén to jedna z prowincji Argentyny, położona w zachodniej części kraju, na północnym skraju Patagonii. Graniczy z prowincjami Mendoza na północy, Río Negro na południowym wschodzie, La Pampa na północno-wschodnim krańcu. Od zachodu graniczy z Chile.

## Historia
Nazwa prowincji pochodzi od nazwy rzeki Neuquén. Wyraz "Neuquén" pochodzi z języka mapudungun, w którym brzmi "Nehuenken". Jeśli pominąć znak akcentu, nazwa miejscowa jest palindromem.
Rejon zamieszkany pierwotnie przez plemiona Pehuenczy, Tequelczy oraz Mapuczy, na to terytorium konkwistadorzy nie zapuszczali się aż do końca XVIII w.
W roku 1670 założył misję jezuicką Nuestra Señora de Nahuel Huapí.
W roku 1879 Julio Argentino Roca rozpoczął słynny "Podbój pustyni" (Conquista del Desierto), który w końcu złamał opór rdzennej ludności. W roku 1884 byłe prowincje Patagonii zostały przeorganizowane, a "guberni" Neuquén ustalono do dziś obowiązujące granice. Stolicę prowincji przenoszono kilkakrotnie: z Norquín (1884-1885) do Campana Mahuida (obecnie Loncopué) (1885-1888), Chos Malal (1885-1901), i w końcu do miasta Confluencia, obecnie znanego jako Neuquén.
Na początku XX w. doprowadzono do miasta Neuquén linię kolejową, a zbudowany w tym samym czasie system irygacyjny zwiększał produkcję rolną prowincji i umożliwiał sprzedaż płodów rolnych w dalsze rejony. Ropę naftową odkryto tutaj w roku 1918, w okolicach Plaza Huincul, co dało prowincji nowy impuls do rozwoju.
Terytorium zyskało status prowincji 15 lipca 1955 roku, a jego konstytucję ogłoszono 28 listopada 1957. Universidad del Neuquén ("Uniwersytet Neuquén") założono w 1964 roku, a Universidad del Comahue ("Uniwersytet Comahue") w 1971.

## Geografia i klimat

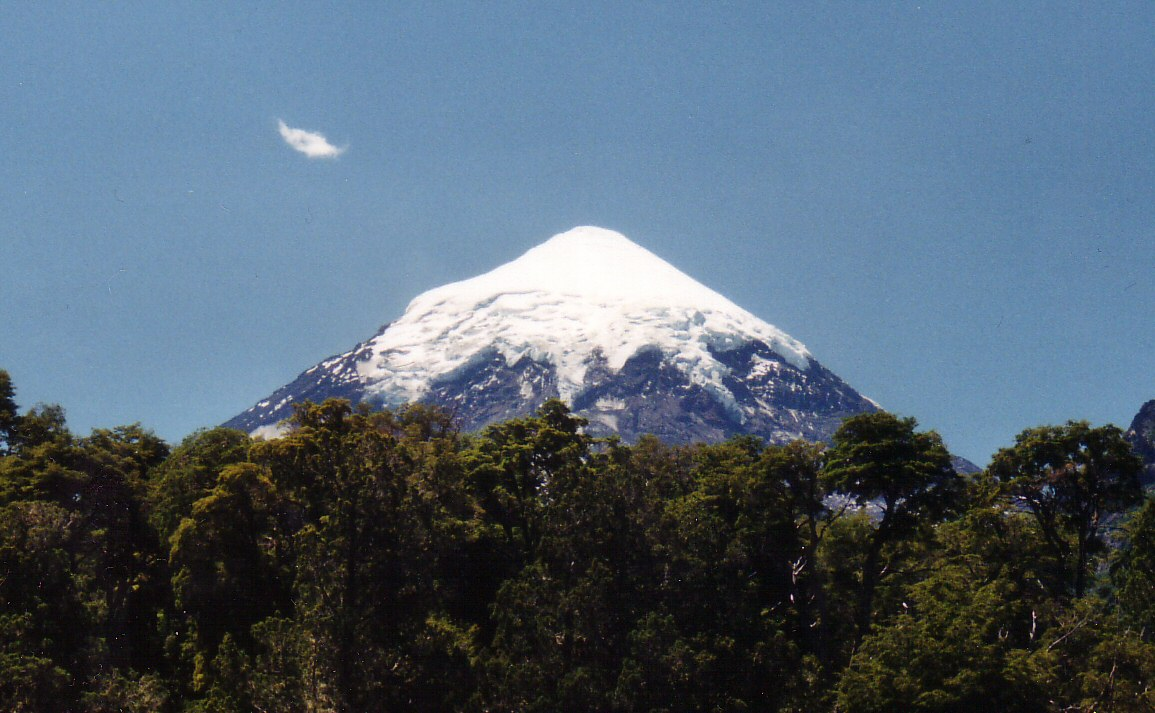
Wulkan Lanín w Neuquén

Granice prowincji wyznacza na północnym wschodzie rzeka Colorado, rzeka Limay na południowym wschodzie, a od zachodu stanowi ją łańcuch Andów, będący granicą z Chile.
Można tu wyróżnić dwa typy krajobrazu: żyzne doliny górskie z lasami na zachodzie oraz suche równiny z użytkami rolnymi wzdłuż biegu rzek, głównie Limay i Neuquén na wschodzie.
System wodny prowincji obejmuje też mniejsze rzeki, jak Aluminé, Malleo czy Picún Leufú, oraz pojezierza z jeziorami Nahuel Huapí (550 km², dzielone z prowincją Río Negro) Aluminé (58 km²), Lácar (49 km²), Huechulafquen (104 km²), Lolog (35 km²), Traful, Hermoso, Quillén, Ñorquinco, Tromen oraz Falkner.
Klimat jest kontynentalny i dość mroźny, z umiarkowanymi temperaturami w lecie, a rejonach pustynnych występują duże różnice temperatur między dniem a nocą. Duża jest także różnica w ilości opadów, które w niektórych rejonach górskich przekraczają 4000 mm rocznie.
W prowincji znajdują się przepiękne lasy z drzewami Luma apiculata w Parku Narodowym Los Arrayanes. Inne parki narodowe to Park Narodowy Lanín, Park Narodowy Nahuel Huapí, którego część należy do prowincji Río Negro, oraz Park Narodowy Laguna Blanca.

## Gospodarka

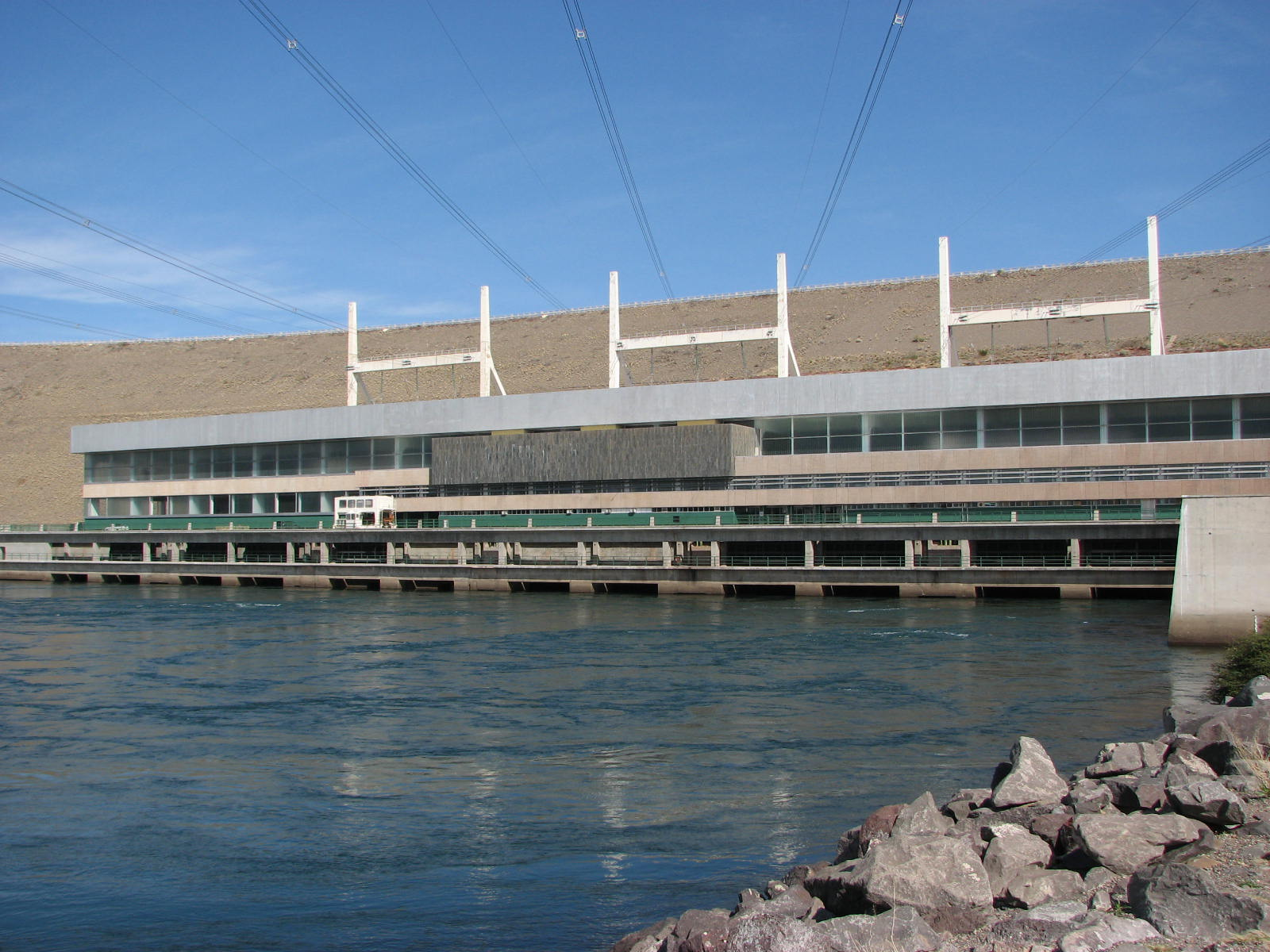
Hydroelektrownia El Chocón

Główną gałęzią gospodarki prowincji jest eksploatacja złóż ropy naftowej i przetwórstwo węglowodorów, największe w Argentynie. Prowincja jest producentem większości patagońskiej energii elektrycznej, głównie z elektrowni wodnych Piedra del Águila, El Chocón, Pichi Picún Leufú, Planicie Banderita (w kompleksie Cerros Colorados) oraz Alicurá. W miasteczku Arroyito znajduje się elektrownia atomowa.
Inną ważną gałęzią jest sadownictwo. Produkuje się jabłka, grusze, brzoskwinie i inne owoce, zwłaszcza w regionie doliny Alto Valle, podzielonej przez granicę z prowincją Río Negro.
Ruch piquetero (organizacja bezrobotnych) zrodził się w Neuquén w latach 90. XX w., w czasach prezydenta Carlosa Menema.
Prowincja ta słynie przede wszystkim z przejętej przez robotników w 2001 roku fabryki ceramiki - Zanon.

## Turystyka
Jako cel podróży turystycznych prowincja oferuje kilka opcji, zarówno latem jak i w sezonie zimowym: San Martín de los Andes, Villa La Angostura, Droga Siedmiu Jezior, parki narodowe - Los Arrayanes, Lanín, Nahuel Huapí, Laguna Blanca oraz gorące źródła Copahue to niektóre z nich. W sezonie zimowym czynne są też ośrodki narciarskie Chapelco, Cerro Bayo i Caviahue. 
Wiele ciekawych miejsc można odkryć na tutejszych pojezierzach w południowo-zachodnim Neuquén, ciągnących się poza granice z prowincjami Río Negro i Chubut. Inną formą wypoczynku może być wędkarstwo, w tym spinningowe, w rzekach Limay i Neuquén, ale i w mniejszych strumieniach.
Na terenie prowincji znajdowano liczne szczątki dinozaurów, w tym kości datowane na 95 milionów lat należące do argentynozaura, wystawione w muzeum Carmen Funes w Plaza Huincul.

## Podział administracyjny
Prowincja dzieli się na 16 departamentów ((hiszp.) departamentos).
Departament (stolica):
1. Aluminé (Aluminé)
2. Añelo (Añelo)
3. Catan Lil (Las Coloradas)
4. Chos Malal (Chos Malal)
5. Collón Curá (Piedra del Aguila)
6. Confluencia (Neuquén)
7. Huiliches (Junín de los Andes)
8. Lacar (San Martín de los Andes)
9. Loncopué (Loncopué)
10. Los Lagos (Villa La Angostura)
11. Minas (Andacoyo)
12. Ñorquin (El Huecú)
13. Pehuenches (Buta Ranquil)
14. Picún (Picún Leufú)
15. Picunches (Las Lajas)
16. Zapala (Zapala)